# Okřínek
Okřínek (deutsch Wokrinek, auch Okrinek) ist eine Gemeinde in Tschechien. Sie liegt sechs Kilometer nordöstlich von Poděbrady und gehört zum Okres Nymburk.

## Geographie

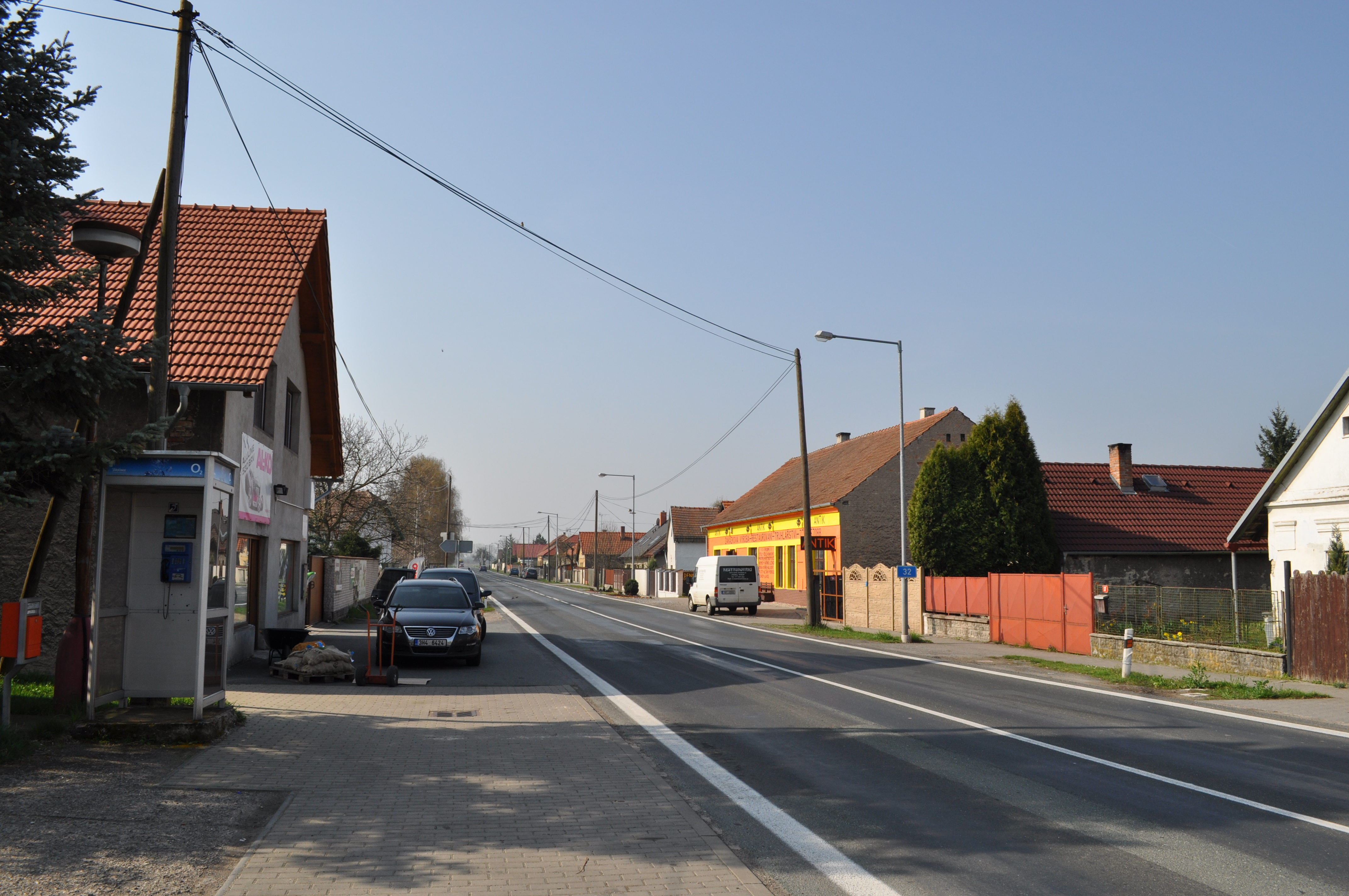
Ortsdurchfahrt von Okřínek

Okřínek befindet sich nordwestlich des Oškobrh (Wolfsberg, 285 m) auf der Ostböhmischen Tafel. Westlich verläuft der Sánský kanál und im Nordwesten erstrecken sich die Blatowiesen. Durch die Gemeinde führt die Staatsstraße 32 zwischen Poděbrady und Jičín.
Nachbarorte sind Blato und Senice im Norden, Srbce und Vlkov pod Oškobrhem im Osten, Oškobrh im Südosten, Odřepsy und Mlýnek im Süden, Nové Mlýny und Vrčení im Südwesten, Pátek im Westen sowie Kouty im Nordwesten.

## Geschichte
Der Ursprung des Dorfes liegt in zwei Häusern, die zum Ende des 18. Jahrhunderts am Südufer des größten böhmischen Teiches Blato entstanden waren und auf der Josephinischen Militäraufnahme von 1790 erstmals eingezeichnet sind. Zur selben Zeit bestand die Ansiedlung Srbce aus 5 Häusern. Seit der Mitte des 19. Jahrhunderts wuchs nach der Trockenlegung des Blato die Ansiedlung um einen kleinen Anger und an der Kaiserstraße von Podiebrad nach Gitschin zu einem Dorf an.
Nach der Aufhebung der Patrimonialherrschaften bildete Vokřínek ab 1850 einen Ortsteil der Gemeinde Pátek im Bezirk Poděbrady. 1890 ear die Einwohnerzahl von Okřínek auf 512 angewachsen, dies ist auch die höchsten in der Geschichte des Dorfes. In den 1920er Jahren bildete Okřínek eine eigenständige Gemeinde. 1924 eröffnete eine Grundschule. Zum 1. Januar 1961 kam die Gemeinde zum Okres Nymburk, zugleich wurde Srbce eingemeindet. 1970 erfolgte die Eingemeindung von Senice. 1992 löste sich Senice wieder los.

## Gemeindegliederung
Die Gemeinde Okřínek besteht aus den Ortsteilen Okřínek (Wokrinek) und Srbce (Sirbitz).

## Sehenswürdigkeiten
- Oškobrh, Aussichtspunkt und archäologische Fundstätte
- steinernes Kreuz an der Straße nach Jičín